# Logaritemska porazdelitev
Logaritemska porazdelitev je diskretna porazdelitev (nezvezna), ki jo lahko izpeljemo iz Taylorjeve vrste:
{\displaystyle -\ln(1-p)=p+{\frac {p^{2}}{2}}+{\frac {p^{3}}{3}}+\cdots .}.
Iz tega se dobi 
{\displaystyle \sum _{k=1}^{\infty }{\frac {-1}{\ln(1-p)}}\;{\frac {p^{k}}{k}}=1.}
kar vodi do logaritemske porazdelitve
{\displaystyle f(k)={\frac {-1}{\ln(1-p)}}\;{\frac {p^{k}}{k}}}

## Uporaba
Logaritemska porazdelitev se uporablja na različnih področjih (zavarovalništvo, fizika, genetika itd).
Nekaj primerov :
- število živali ali rastlin na določenem področju
- število nakupov v določenem obdobju
- število parazitov na gostitelju

itd.

## Lastnosti

### Funkcija verjetnosti
Funkcija verjetnosti za logaritemsko porazdelitev je:
{\displaystyle {\frac {-1}{\ln(1-p)}}\;{\frac {\;p^{k}}{k}}\!}

### Zbirna funkcija verjetnosti
Zbirna funkcija verjetnosti logaritemske porazdelitve je
{\displaystyle 1+{\frac {\mathrm {B} (p;k+1,0)}{\ln(1-p)}}\!}
kjer je
- {\displaystyle \mathrm {B} (p;k+1,0)\!} nepopolna funkcija beta.

### Pričakovana vrednost
Pričakovana vrednost je enaka 
{\displaystyle {\frac {-1}{\ln(1-p)}}\;{\frac {p}{1-p}}\!}.

### Varianca
Varianca je enaka 
{\displaystyle -p\;{\frac {p+\ln(1-p)}{(1-p)^{2}\,\ln ^{2}(1-p)}}\!}.

## Povezave z drugimi porazdelitvami

### Negativna binomska porazdelitev
Skupina logaritemsko porazdeljenih slučajnih spremenljivk ima negativno binomsko porazdelitev. To pomeni: če je N slučajna spremenljivka s Poissonovo porazdelitvijo in Xi pomeni neskončno zaporedje neodvisnih enako porazdeljenih slučajnih spremenljivk, ki imajo logaritemsko porazdelitev, potem ima 
{\displaystyle \sum _{n=1}^{N}X_{i}}
negativno binomsko porazdelitev.